# Margarete Langner
Margarete „Grete“ Langner (geborene Schulze; * 19. Januar 1906 in Berlin-Lankwitz; † 8. Juli 1992 in Potsdam) war eine deutsche Politikerin (KPD/SED). Sie war Mitglied des Deutschen Volksrates und der Länderkammer der DDR sowie Zweiter Sekretär der SED-Bezirksleitung Potsdam.

## Leben
Langner, Tochter eines Dieners und Gärtners, besuchte von 1912 bis 1919 die Volksschule in Berlin-Steglitz. Zwischen 1919 und 1930 arbeitete sie in einer Radio-Spulenfabrik und einer Schmuckkettenwerkstatt, als Dienstmädchen und als Verkäuferin bzw. verrichtete Gelegenheitsarbeiten. Zwischen 1930 und 1932 war sie arbeitslos, dann von 1932 bis 1945 wieder als Verkäuferin sowie als Filialleiterin in einem Buttergeschäft und als Geschäftsführerin in einer Konditorei tätig. Bereits vor 1933 war sie Mitglied der KPD und des Arbeitersportvereins „Fichte“. Nach der „Machtergreifung“ der Nationalsozialisten verrichtete sie antifaschistische Arbeit.
1945 war sie Mitbegründerin der KPD-Ortsgruppe Fichtenwalde. Langner leitete 1945/1946 die Abteilung Ernährung im Bürgermeisteramt. 1945 wirkte sie zudem als Vorsitzende des Antifaschistischen Frauenkomitees in Fichtenwalde. Sie war maßgeblich am Aufbau der Frauenausschüsse und des Demokratischen Frauenbundes Deutschlands in Brandenburg beteiligt. 1945/1946 besuchte sie die Landesparteischule der KPD bzw. der SED. Ab 1946 war sie Mitglied der SED-Kreisleitung Zauch-Belzig. Von 1946 bis 1947 leitete sie zusammen mit Else Bauer das Frauensekretariat beim SED-Landesvorstand Brandenburg. Von März 1947 bis Juli 1952 war sie zudem Mitglied des Sekretariats des SED-Landesvorstandes bzw. SED-Landesleitung, dort zunächst für Frauen, dann für Kultur und Erziehung zuständig. 
Von 1947 bis 1950 gehörte sie als Abgeordnete dem Landtag von Brandenburg an und war dort von Juni 1950 bis Oktober 1952 Vorsitzende des Ausschusses für Kultur und Volksbildung. 1948/1949 war sie Mitglied des Volksrates sowie 1949/1950 Mitglied der Länderkammer der DDR. 
Ab 1950 war sie Kandidatin, von 1952 bis 1954 Mitglied der Zentralen Revisionskommission der SED, 1951 war sie auch Mitglied der Sonderkommission zur Überprüfung der Mitglieder des SED-Landesverbandes Brandenburg. Von 1952 bis 1961 fungierte sie als Zweiter Sekretär der SED-Bezirksleitung Potsdam (verantwortlich für Kader- und Organisationsfragen), von 1961 bis 1968 als Sekretär des Bezirksfriedensrats bzw. des Bezirksausschusses Potsdam der Nationalen Front.
Ab 1968 war sie ehrenamtlich als stellvertretende Vorsitzende der Frauenkommission der SED-Bezirksleitung Potsdam tätig, von 1969 bis 1971 als wissenschaftliche Mitarbeiterin der SED-Bezirksleitung Potsdam.

## Auszeichnungen
- Vaterländischer Verdienstorden in Silber (1959) und in Gold (1976)[1]
- Ehrenspange zum Vaterländischen Verdienstorden in Gold (1981)[2]
- Karl-Marx-Orden (1986)[3]